# Barking Pumpkin
Barking Pumpkin est un label discographique américain, fondé par Frank Zappa en 1981. Zappa baptise le label en référence à la toux de fumeur de sa femme lorsqu'elle essayait d'arrêter de fumer. Barking Pumpkin est d'abord distribué par CBS Records jusqu'en 1983, les albums seront ensuite distribués par Capitol Records jusqu'en 1987 avant que Barking Pumpkin soit totalement indépendant.

## Histoire
Zappa fonde le label Zappa Records en 1977, et conclut un accord avec Phonogram Inc. pour distribuer le label aux États-Unis et au Canada. Ses premières sorties incluent l'album (en grande partie) live Sheik Yerbouti, suivi de l'opéra-rock dystopique Joe's Garage. Phonogram refusa de distribuer le single I Don't Wanna Get Drafted aux États-Unis, bien qu'ils le distribuent au Canada. Les paroles de la chanson critiquent la réintroduction de la conscription militaire par le président Jimmy Carter. Zappa sort ensuite le single de manière indépendante aux États-Unis au début de l'année 1980.
Après avoir passé la majeure partie de l'année 1980 sur la route, Zappa fonde Barking Pumpkin et sort l'album Tinsel Town Rebellion en 1981. En 1981 également, le label sort trois volumes individuels de la série Shut Up 'n Play Yer Guitar, qui ne sont initialement vendus qu'aux États-Unis par correspondance,,,,,.
En 1984, Zappa envisage de confier la distribution de Barking Pumpkin à MCA Records. Thing-Fish est produit par MCA comme pressage d'essai,, mais MCA annule le contrat après qu'une femme du service de contrôle de la qualité se soit sentie offensée par le contenu de l'album. Un accord est alors conclu avec EMI, qui permet à Them or Us et Thing-Fish d'être distribués par Capitol Records aux États-Unis,. En réponse au conflit avec MCA, Zappa crée une notice sarcastique Warning/Guarantee qui apparait sur ces albums, ainsi que sur Frank Zappa Meets the Mothers of Prevention. L'avertissement disait que l'album « contient quelque chose qu'une société vraiment libre ne craindrait ni ne supprimerait », et la garantie affirmait que les paroles « ne causeraient pas de tourments éternels là où le type aux cornes et au bâton pointu mène ses affaires »,.
Dweezil Zappa sort son premier album Havin' a Bad Day sur Barking Pumpkin en 1986. Après un album sur un autre label, il sort Confessions sur Barking Pumpkin en 1991, et forme le groupe Z, avec Ahmet Zappa, qui sort Shampoohorn sur Barking Pumpkin. Deux autres albums, Frank Zappa Plays the Music of Frank Zappa : A Memorial Tribute et Quaudiophiliac, sont publiés à titre posthume par Barking Pumpkin en 1996 et 2004, ainsi que l'album inédit Everything Is Healing Nicely en 1999.
En 2012, le Zappa Family Trust reprend le contrôle du catalogue de musique enregistrée de Frank Zappa et a conclu un accord de distribution avec Universal Music Enterprises pour rééditer le catalogue Zappa sur les labels Zappa et Barking Pumpkin